# Megorachim

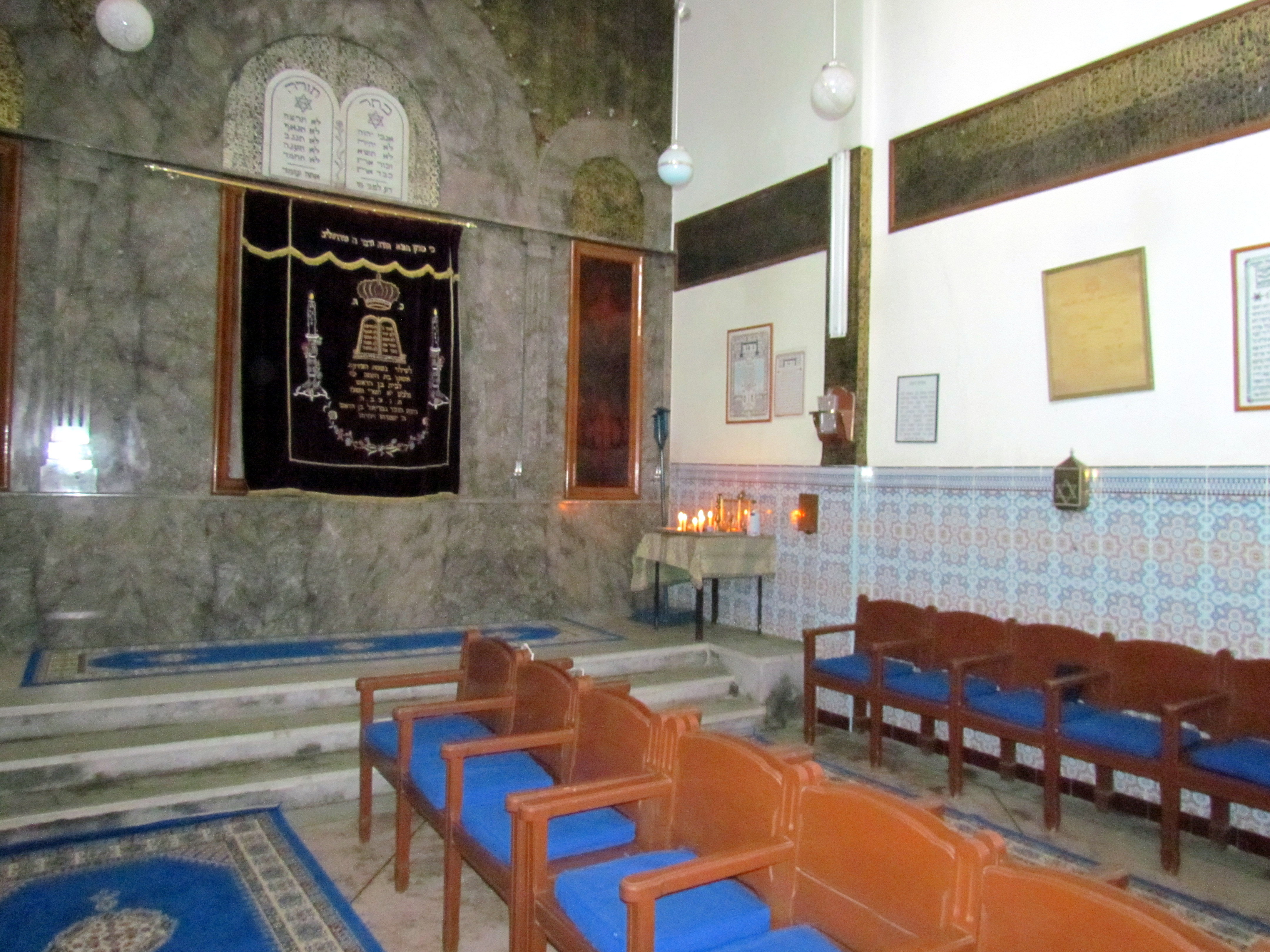
Temple des Megorachim

Megorachim (hébreu : מגורשים « renvoyés ») est un terme employé pour désigner les Juifs originaires de la péninsule ibérique arrivés en Afrique du Nord à la suite des persécutions anti-juives de 1391 et à l’expulsion des Juifs d'Espagne en 1492. Ces migrants d’un niveau socio-culturel souvent élevé se différencient des Juifs autochtones, les Tochavim présents en Afrique du Nord depuis l'antiquité, parlant les langues locales (arabe ou berbère) et dont certaines traditions sont influencées par l'islam maghrébin. Les Megorachim vont marquer de leur empreinte le judaïsme nord-africain, y intégrant des traditions venues d'Espagne. Ils finiront par se fondre avec les Toshavim, de sorte qu'il est souvent dans la pratique difficile d'opérer une distinction de nos jours. On désigne souvent les Juifs d'Afrique du nord sous le nom de sépharades, un terme qui met en valeur leurs racines hispaniques ou de Mizrahim qui met l'accent sur leurs traditions orientales.

## Migrations
La première migration est celle qui eut lieu à la suite des persécutions de 1391 en Catalogne, à Valence et dans les îles Baléares. Nombreux sont ceux qui se réfugient sur les côtes nord-africaines, en particulier en Algérie, et parmi eux de prestigieux rabbins tels Isaac ben Chechet ou Shimon ben Tsemah Duran. Sur les 40 000 à 70 000 Juifs ayant quitté l'Espagne en 1492 à la suite du décret de l'Alhambra, la Jewish Encyclopedia estime que 32 000 rejoignent les côtes de l'Afrique du Nord ; (20 000 au Maroc, 10 000 en Algérie).
D'autres disent cependant qu'il est impossible de réellement estimer combien de juifs ibériques ont trouvé refuge au Maroc et dans le Maghreb.

## Communautés
Ces Juifs possédaient leurs propres dirigeants, leurs rabbins et leurs chefs spirituels ainsi que leurs propres minhagim. Ils parlaient les différentes langues de la péninsule ibérique dont ils sont originaires (castillan, aragonais, catalan, galicien, etc.) ; une forme judéo-espagnole standardisée, appelée ladino, est longtemps utilisée par la diaspora.
Les Mégorachim s'installent dès 1391 essentiellement en Algérie à Alger et ses villes adjacentes, Tlemcen, Oran, Tenès, Bougie, Constantine, jusqu'à Tunis et au Maroc notamment à Meknès, Fès et Debdou avec la prise de Séville. À la suite de l'édit d'expulsion de 1492 de nouvelles vagues touchent l'Afrique du nord avec un grand flux vers Tétouan, Fès, Meknès, Rabat, Salé, Marrakech et puis à Mogador lorsque le roi alaouite Mohammed ben Abdallah invitent les juifs à s'y installer et s'occuper des relations avec le Portugal.
Dans la plupart des communautés où ils s'installent, les Mégorachim imposent leurs rabbins et leurs réformes et finissent par fusionner avec les juifs locaux, ils sont à l'origine de la renaissance du judaïsme maghrébin fortement affaibli par les persécutions almohades. L'arrivée à Tlemcen du rabbin Ephraïm Enkaoua de Séville fin 1391 permit aux Juifs installés dans les localités voisines de Honaïne et Agadir de s'établir dans la ville elle-même. À Tetouan, où ils forment la principale composante juive de la ville, ils imposent leur langue judéo-espagnole connue sous le nom de Haketia. À Alger au XVe siècle, les Juifs sont classés en plusieurs catégories, entre ceux natifs d'Afrique, ceux originaire des Baléares et d'Espagne ou encore venus de France, par Constantinople et l'Italie.
Au XVIe siècle les assauts espagnols sur les côtes d'Algérie et d'Afrique du nord poussent souvent les Juifs à délaisser les côtes pour l'intérieur des terres. Ils provoquent à plusieurs fois l'expulsion des Juifs de la ville d'Oran, la destruction de Bejaïa[source insuffisante] et à Alger, la défaite des Espagnols sur la prise de la ville était célébrée par la communauté juive lors des Pourims d'Alger. Avec le protectorat espagnol au nord du Maroc à partir du XIXe siècle, on assiste à la première réconciliation entre Séfarades et Espagnols, de nombreux Juifs de Tétouan s'installent à Gibraltar, en Espagne et en Amérique latine par la même occasion.
À Mogador et la côte atlantique, les Juifs sont généralement fortement actifs dans le commerce entre le Maroc et le Portugal. Au sein de la régence d'Alger et de Tunis le commerce avec l'Europe et le reste de l'Empire Ottoman étaient souvent le fait des Mégorachim, particulièrement les Granas de Livourne installés depuis le XVIe siècle.
Les rapports avec les Juifs autochtones, les Tochavim, et leur influence sur eux sont très variables selon les communautés où ils s'implantent. Cette influence européenne sur le mode de vie local tend par ailleurs à ignorer la population vivant en marge des centres urbains, voire à provoquer une réaction d'hostilité.

### Groupes
- Granas
- Marranisme
- Tochavim
- Haketia

### Communautés
- Histoire des Juifs au Maroc
- Histoire des Juifs en Algérie
- Histoire des Juifs en Tunisie